# 中国人民解放军第一五〇师
中国人民解放军第一五〇师（英語：150th Division）是中国人民解放军曾经的一个师。

## 历史概述
1947年，国民革命军暂编第五十二师成立，师长李嵩，成立后编入第六十军。
1948年，跟随六十军起义，改编为中国人民解放军第五十军第一五〇师。1949年8月被裁撤，人员补充进第五十军其他部队。

## 沿革
| 部隊番號                   | 使用時期                      |
| 国军时期                   | 国军时期                      |
| -------------------------- | ----------------------------- |
| 国民革命军暂编第五十二师   | 1947年上半年-1947年12月25日   |
| 中华民国陆军暂编第五十二师 | 1947年12月25日-1948年10月17日 |
| 解放军时期                 |                               |
| 中国人民解放军第一五〇师   | 1948年10月17日-1949年8月      |